# Bệnh sốt thỏ
Bệnh sốt thỏ (tularemia) là một bệnh truyền nhiễm do vi khuẩn Francisella tularensis gây ra.  Các triệu chứng có thể bao gồm sốt, loét da và các hạch bạch huyết mở rộng.  Đôi khi, một hình thức dẫn đến viêm phổi hoặc nhiễm trùng cổ họng có thể xảy ra.
Vi khuẩn này thường lây lan qua ve, ruồi hươu hoặc tiếp xúc với động vật bị nhiễm bệnh.  Nó cũng có thể lây lan bằng cách uống nước bị ô nhiễm hoặc hít phải bụi bẩn.  Nó không lây lan trực tiếp giữa người với nhau.  Chẩn đoán là bằng xét nghiệm máu hoặc nuôi cấy của vị trí bị nhiễm bệnh.
Phòng ngừa bằng cách sử dụng thuốc chống côn trùng, mặc quần dài, nhanh chóng loại bỏ ve và không lại gần động vật chết.  Điều trị thường là với kháng sinh streptomycin, gentamicin, doxycycline hoặc ciprofloxacin cũng có thể được sử dụng.
Từ những năm 1970 đến 2015, khoảng 200 trường hợp nhiễm bệnh được báo cáo tại Hoa Kỳ một năm.  Nam giới bị bệnh này thường xuyên hơn nữ giới. Bệnh xảy ra thường xuyên nhất ở những người trẻ tuổi và trung niên.  Ở Hoa Kỳ, hầu hết các trường hợp xảy ra vào mùa hè.  Tên bệnh (tularemia) được đặt theo tên của quận Tulare, California, nơi bệnh được phát hiện vào năm 1911.  Một số động vật khác, chẳng hạn như thỏ, cũng có thể bị nhiễm bệnh.

## Dấu hiệu và triệu chứng
Tùy thuộc vào vị trí nhiễm trùng, bệnh sốt thỏ có sáu biến thể lâm sàng đặc trưng: loét (loại phổ biến nhất chiếm 75% của tất cả các dạng), tuyến, hầu họng, viêm phổi, bạch cầu và thương hàn.
Thời gian ủ bệnh cho bệnh sốt thỏ là từ 1 đến 14 ngày; hầu hết các bệnh nhiễm trùng ở người trở nên rõ ràng sau ba đến năm ngày.  Ở hầu hết các động vật có vú nhạy cảm, các dấu hiệu lâm sàng bao gồm sốt, thờ ơ, chán ăn, có dấu hiệu nhiễm trùng huyết và có thể tử vong.  Động vật có vú không phải người hiếm khi phát triển các tổn thương da nhìn thấy ở người.  Nhiễm trùng cận lâm sàng là phổ biến, và động vật thường phát triển các kháng thể cụ thể đối với sinh vật.  Sốt là trung bình hoặc rất cao, và trực khuẩn tularemia có thể được phân lập từ cấy máu ở giai đoạn này.  Mặt và mắt đỏ lên và bị viêm.  Viêm lan rộng đến các hạch bạch huyết, mở rộng và có thể suppurate (bắt chước bệnh dịch hạch).  Liên quan đến hạch bạch huyết đi kèm với sốt cao.

## Nguyên nhân
Bệnh sốt thỏ là do vi khuẩn Francisella tularensis gây ra, thường lây lan qua ve, ruồi hươu, tiếp xúc với động vật bị nhiễm bệnh.